# Emil Semolič
Emil Semolič, slovenski društveni delavec, * 8. avgust 1901, Mavhinje, Avstrijsko primorje, Avstro-Ogrska, † 13. marec 1973, Buenos Aires, Argentina.

## Življenje in delo
Rodil se je v družini krojača Andreja in gospodinje Ivane Semolič rojene Terčon v Mavhinjah. Zaradi fašističnega pritiska se je leta 1924 kakor mnogo drugih Primorcev izselil v Argentino. Tu je deloval v delavsko kulturnem društvu Ljudski oder Buenos Aires. Bil je večkratni predsednik tega društva in si prizadeval za sodelovanje med vsemi društvi predvojnih slovenskih emigrantov v Argentini, ki so bili v veliki večini iz Primorske. Sodeloval je pri več poizkusih združitve omenjenih društev v enotno in pluralno organizacijo. Med 2. svetovno vojno so slovenski izseljenci v Argentini ustanovili Primorski odbor, ki je javno zahteval priključitev Slovenskega Primorja k Jugoslaviji. Ob koncu vojne je misel tedanjih slovenskih društev v Argentini dozorela in se začela uresničevati 27. julija 1946 z ustanovitvijo Slovenskega sveta. Ustanovnemu odboru je predsedoval Semolič, kot predstavnik Ljudskega odra, podpredsednik je bil Viktor Černič, predstavnik društva Naš dom, tajnik pa Stanislav Baretto, ki je predstavljal društvo Slovenski dom. Na občnem zboru 19. aprila 1947 je bil ustanovni odbor potrjen tudi v novonastalem društvu Slovenski ljudski dom, hkrati pa je bilo sklenjeno, da se vsa dosedanja društva ukinejo, časopis Slovenski glas pa je postal uradno glasilo novega društva.
Slovenski ljudski dom je pod Semoličevim vodstvom razvil bogato kulturno dejavnost (knjižnica z več tisoč knjigami, tečaji slovenščine za mladino in drugo). Ob sporu Komunistične partije Jugoslavije z Informbirojem je vztrajal pri nepolitičnem delovanju društva. Režim argentinskega predsednika Juana Dominga Perona je društvu 1949 prepovedal delovanje; tudi po padcu Peronovega režima 1957 Semolič ni mogel ponovno združiti slovenskih društev, od 1958 pa je deloval v Argentinsko-slovenskem društvu Zarja.